# 坪木菜果
坪木 菜果（つぼき さいか、1987年10月3日 - ）は、日本の元グラビアアイドル・元タレント。松竹芸能に所属していた。東京都出身。

## 来歴
- 東京都立玉川高等学校卒業。
- 『音楽ば〜か』の「昭和歌謡デュオオーディション」を経て、2009年に佐々木淳平との男女デュオ『テクマクジャンクション』を結成。しかしデビュー曲の作詞を手掛けた秋元康により、昭和歌謡デュオからアニメソングデュオへ変更となり、2009年10月28日に『ソクラの憂鬱〜アニメ「セナトレックの盾」主題歌〜』でCDデビューした（なお『セナトレックの盾』というタイトルのアニメは実在しない）。
- 2011年5月12日、公式ブログにて結婚、妊娠を発表。同時にテクマクジャンクションの、2011年6月10日のライブを最後に解散すること、松竹芸能での活動も辞めることも発表した[1]。同年11月10日、第一子となる女児を出産[2]。
- 2016年の時点では、山形県に移住して夫の実家で同居し、「小学生相手の教育関係の仕事」をしていると明かしている[3]。

## 人物・エピソード
- 高校から大学にかけてチアリーディング部に所属していた。
- 和泉テルミ[4]とは大学時代の同級生で、同じチアリーディング部のチームメイトでもあった[5]。
- ファンと一緒に考えた愛称は「ぼっきー」。ブログのタイトルにもなっている。
- 『エアーライオン・キング』と称した、ライオンキングの物真似の芸があり、この時は豹柄の衣装で演じている。時々、ビキニ姿でこれを演じることもある。テレビ出演の時はこの芸を演じることが多い。
- 『モバタレGREAT』においては『噛み噛みライオンキング』と言われている。なお、この番組の『タレタマ』のアイドル枠メンバーから日テレジェニック2008が1人選出されるようになったことにより、この日テレジェニック選考会にも出場していた。この番組のレギュラーだった南明奈や関根麻里からも高評価を受けたことがある。
- 体が柔らかい所もあり、頭と両足だけを床に付けるブリッジをすることが出来るが、他のアイドルもやっていることから本人はやりたくないらしい。
- 懐かしのアニメ作品が好きで、「キャッツ・アイがかなり好き」と話したことがある[6]。
- 2羽の小鳥をペットにしている。名前は黄色が「ピーちゃん」青が「とりちゃん」。
- 大阪での撮影の帰りに旅に出たところ、行方不明と家族に間違われ捜索願が出されたこともあり、本人は「のんびり屋さん」と言われることもある。

## 出演

### テレビ番組
- 幹事さまぁ〜ず 女だらけの大新年会（生）アイドルいちご祭り2008 （日本テレビ、2007年12月31日深夜＝2008年1月1日未明）
- 浜ちゃんと! （ytv - 2008年2月26日、日本テレビ - 2008年2月27日）

『NHK（ニューほっしゃん。企画）とくぎ自慢』に出場。不合格になったが、この日の優勝に選ばれる。ただ、このコーナーのルールにより優勝したにもかかわらず、名前は伏せられたままだった。
- モバタレGREAT （日本テレビ） - 『タレタマ』アイドル枠メンバー
- ～アキバ100人アイドル～・ヴィーナスファイト （BS11）
- あらびき団 （TBSテレビ） - 2008年8月6日（第39回）

ビキニでブリッジをしながらライオンキング物真似の芸を披露。この時に、顔について東野幸治に『バブルの匂いするな』と言われる。
- 音楽ば〜か （テレビ東京） - 2009年4月4日～

昭和歌謡ユニット「美女木ジャンクション」の新メンバー（追加メンバー6名のうちの一人）となる。

### インターネット番組
- アメリカザリガニのアイドル★チェキ!II（GyaOジョッキー）(2009年7月27日ゲスト出演)
- 嵐を呼ぶ坪!（ニコニコ動画・アイパイ★ちゃんねる）-2009年6月11日～ メインMC

同じ事務所の嵐優子と共にメインMCを勤める、本人初の冠番組。台本らしい台本が無いので全てガチンコ生放送をフリートークでこなす。

### 映画
- ラブ☆コン（2006年） - 「マイティ部」部員役
- ハンサム★スーツ（2008年）

### CM
- 白木屋（2008年） - 店員役

### 携帯サイト
- アイドルがイッパイ（アイパイ）

## CD
- ソクラの憂鬱〜アニメ「セナトレックの盾」主題歌〜（2009年10月28日、ソニー・ミュージックエンタテインメント）
作詞：秋元康／作曲：小林卓史、イイジマケン、ピエール／編曲：イイジマケン、ピエール
  - C/W『永遠のシェルター〜ハルとマリアのテーマ〜』（作詞：秋元康／作曲：イイジマケン、ピエール／編曲：イイジマケン、ピエール）
  - C/W『ソクラの憂鬱〜アニメ「セナトレックの盾」主題歌〜 Instrumental』